# Сахар Ходаярі
Сахар Ходаярі, відома також як блакитна пташка, блакитна дівчина (перс. سحر خدایاری; 1990, Салм, Чахармахал і Бахтиарі — 9 вересня 2019, Тегеран) — іранська футбольна вболівальниця, яка здійснила акт самоспалення на знак протесту через судову справу проти неї.
Була фанатом футбольного клубу «Естеґлал» (Тегеран). За спробу пробратися на стадіон під виглядом чоловіка, щоб переглянути гру своєї улюбленої команди, була затримана правоохоронцями у травні 2019 року. Їй було інкриміновано порушення закону, який діє в Ірані з 1981 року, забороняючи відвідувати стадіони і футбольні матчі жінкам.
9 вересня 2019 року на знак протесту проти винесення вироку, підпалила себе вийшовши із зали суду.
Її смерть привернула увагу зі всього світу. Ця подія призвела до першої вибіркової присутності іранських жінок на футбольних стадіонах для перегляду національної гри після революції 1978 року.